# Henry Barnett
Henry Barnett (circa 1837 – 19 mei 1895) was een Surinaams goudindustrieel, koopman en politicus.
Samen met zijn broer Julius Barnett dreef hij handel onder de firmanaam 'Gebroeders Barnett'.
Nadat het Statenlid N.T.A. Arlaud was overleden werd Barnett begin 1875 bij tussentijdse verkiezingen verkozen tot lid van de Koloniale Staten. Bij de verkiezingen van 1888 behaalde hij onvoldoende stemmen om parlementslid te kunnen blijven. In mei 1890 keerde hij als Gouvernementslid (door de gouverneur benoemd Statenlid) terug in de Koloniale Staten. Bij verkiezingen die later dat jaar volgden na het vertrek van C. van Lier werd hij alsnog verkozen tot Statenlid. Hij zou die functie blijven vervullen tot hij in 1895 overleed.